# Vila fortificada de Cotlliure

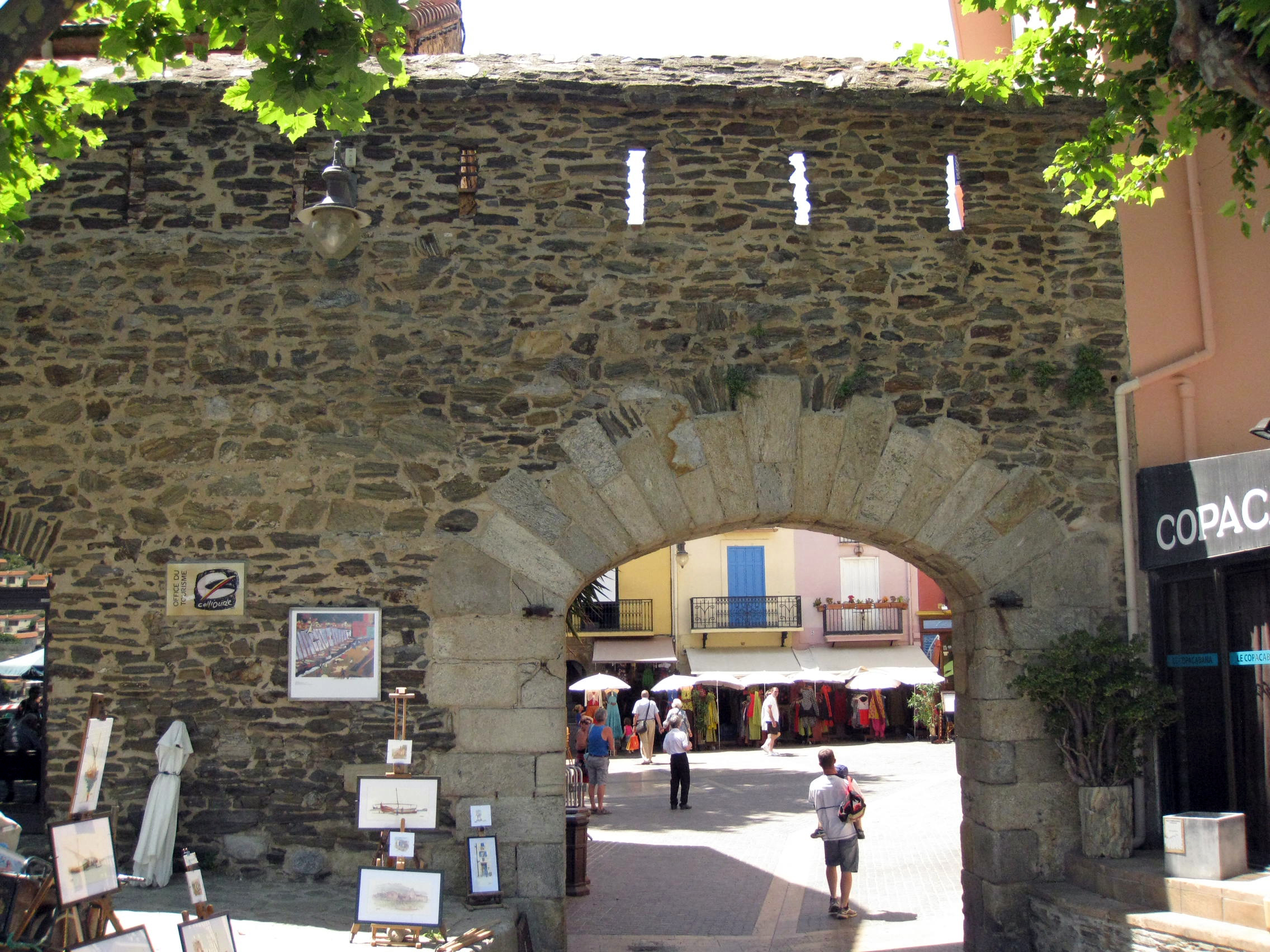
Porta de Voramar

La Vila fortificada de Cotlliure és la vila murada, fortificada, medieval d'estil romànic de la vila de Cotlliure, a la comarca del Rosselló, Catalunya del Nord.
Envoltava la totalitat de la Vila vella, al costat nord-oriental del Castell Reial, a la dreta de la Ribera del Dui i al llarg del Port d'Amunt (o Platja d'Amunt).

## La vila fortificada

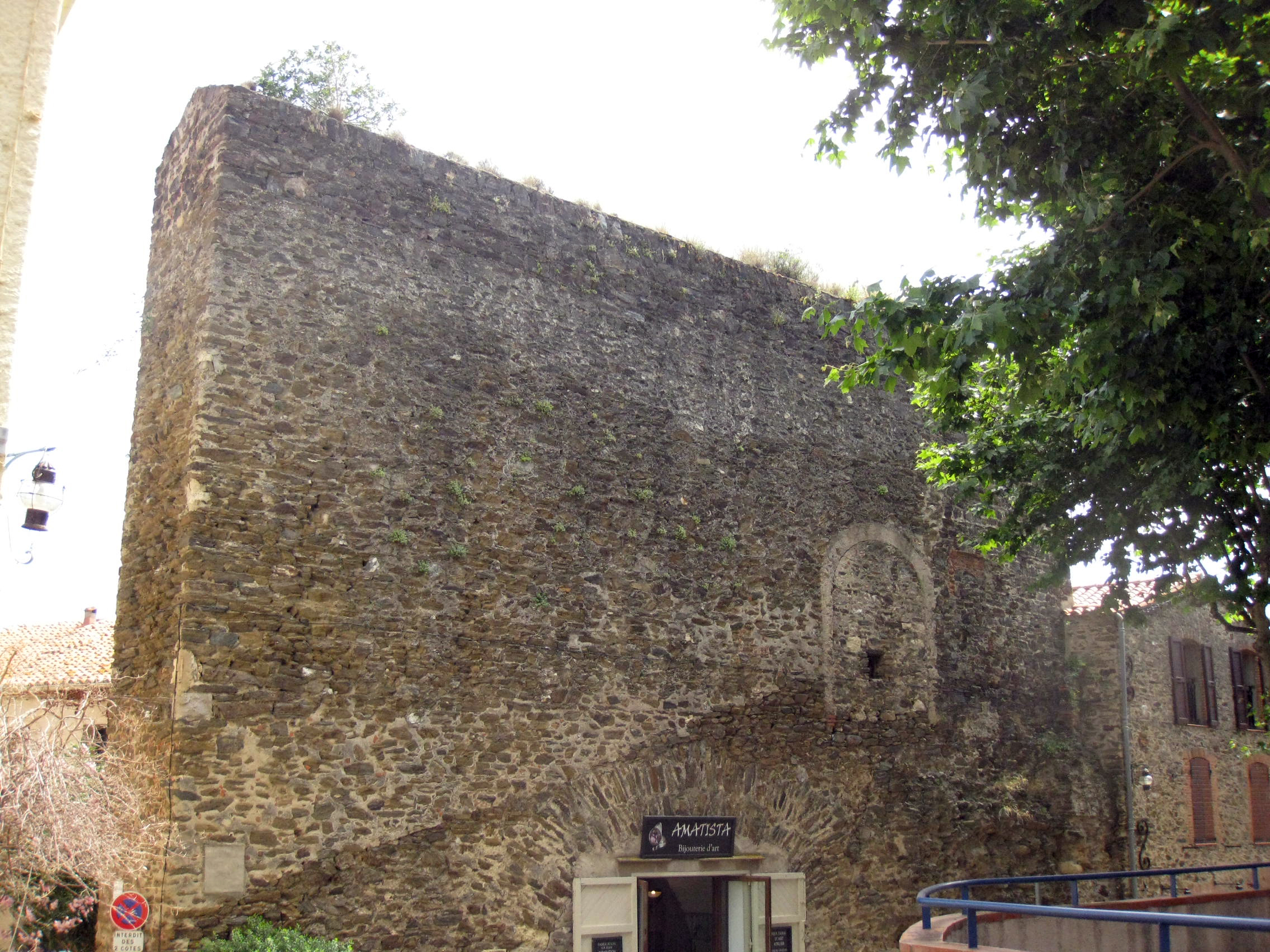
Pany conservat de la muralla

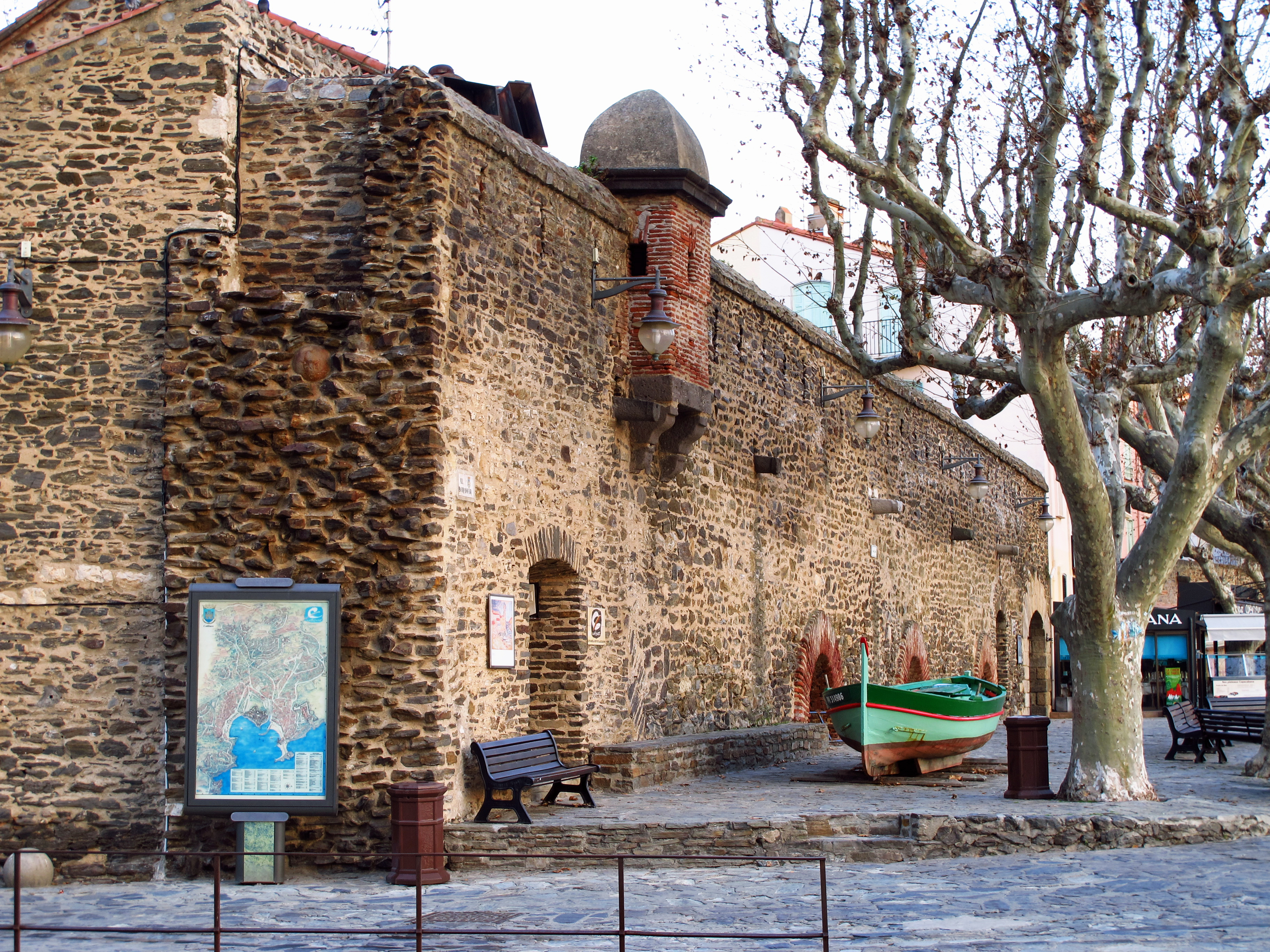
Edifici de l'Artilleria i muralles

Tot i que fou molt desfeta al segle xvii a ran de la intervenció de Vauban per modernitzar, segons criteris d'aquella època, les defenses de Cotlliure, avui dia es conserven diversos elements de la Vila fortificada de Cotlliure, sovint amagats pels bastions d'època moderna.